# La candela di sego
La candela di sego (Tællelyset) è una fiaba dello scrittore e poeta danese Hans Christian Andersen; scritta nel 1820, quando l'autore non aveva quindi che 15 anni, il che la rende uno dei primissimi lavori dell'autore nonché sua prima opera riconosciuta di genere fiabesco.
La sua esistenza è rimasta apparentemente sconosciuta agli studiosi e al pubblico per quasi due secoli, una copia del manoscritto è stato difatti scoperto all'interno d'uno scatolone nel deposito degli Archivi Nazionali di Fionia nel mese di ottobre del 2012.

## Trama
Una candela fatta di sego, i cui genitori sono pertanto una pecora e un crogiolo, diventa man mano sempre più sfiduciata, col trascorrere del tempo, tanto che non riesce a trovare uno scopo nella vita. Dopo molto penare, accade che una misteriosa polverina si fonde con lei e, ciò, comporta una bella fiamma lucente e smagliante.
A questo punto, la candela si dimostra soddisfatta nell'esser riuscita, alla fine, a trovare il ruolo più adatto per una come lei, e si impegna a portare la gioia e la felicità con la sua luce a tutte le persone che le passano accanto ed anche a sé stessa.

## Storia e commenti critici
Il manoscritto è stato rinvenuto in una valigia contenente documenti d'appartenenza della famiglia Plum, nella sede locale dell'Archivio nazionale danese situata a Odense nell'isola di Fionia. L'archivista e storico locale Esben Brage ha notato la firma del documento e si è reso conto che poteva trattarsi di un documento originale di H.C. Andersen. Esperti danesi hanno in seguito confermato la sua paternità nel dicembre 2012.
Due studiosi danesi di filologia hanno espresso riserve e qualche dubbio sulla paternità della fiaba. Essi sostengono che il racconto è troppo vicino come forma ai modelli utilizzati nelle scuole latineggianti del tempo per aver la probabilità d'essere una composizione originale, ed hanno espresso incredulità per l'uso della parola formfuldendt ("impeccabile") che non appare tuttavia che in testi molto più tardi. Poiché il manoscritto è difficile da leggere vi è la possibilità che quanto scritto sia infatti un'altra parola.
Christian Graugaard, un poeta danese e docente di sessuologia, ha analizzato la storia come un racconto di segreto autoerotismo (definendo la fiaba "eiaculazione letteraria"), in cui la candela simboleggia il fallo e il sego la fusione dello sperma in un'eiaculazione. Secondo lui Andersen ha spesso aggiunto sfumature erotiche e una metaforica simbologia fallica nei suoi racconti.